# Te voi învăța să iubești
„Te voi învăța să iubești” (spaniolă Te voy a enseñar a querer) este o telenovelă americano-columbiană produsă de către Telemundo și RTI în anul 2004. Versiunea de televiziune a avut 129 de epizoade. Versiunea DVD este mai scurtă având 95 de epizoade. „Te voi învăța să iubești” angajează mulții actori (aproape o jumătate), care au jucat deja în „Jurământul”, cealaltă producție a lui Telemundo. A doua jumătate apare în „Femeie din oglindă”.

## Sinopsis
Alejandro (Miguel Varoni), capul familiei Méndez era un om de succes, fiind fericit în căsătorie cu Isabel (María Elena Döehring), având doi copii: Pablo (Michel Brown) și Helena (Sharmel Altamirano) și dirijand două surse foarte profitabile de venit: o haciendă mare și o agenție imobiliară. Totuși, succesul lui îl fac să aibă mulți dușmani, precum Milciades Contreras (Jorge Cao), care ar vrea să pună mână pe hacienda Méndez, și Déborah Buenrostro (Catherine Siachoque), care ar vrea să primească averea familiei căsătorindu-se cu tatăl lui Isabel, Félix (Carlos Duplat).
Mulți cai, fundamentul haciendei, s-au îmbolnăvit din cauza necunoscută. Diana (Danna García), o veterinară care l-a cunoscut pe Pablo într-o discotecă, este angajată pentru a pune căpat pestilenței. Pablo, obsedat de ea, încearcă să o seducă prin orice mijloc, când descoperă că Diana a devenit unul dintre angajații haciendei. Diana nu este atrasă de el și îl consideră un „baiăt de bani gata”, afemeiat și prea orgolios.
Isabel moare pe neașteptate — obstacolul unic al lui Milciades a dispărut. Milciades se unește cu Déborah în conspirația cu scopul de a prinde controlul averii familiei Méndez. Între timp amica Helenei, Camila (Ana Lucía Domínguez), descoperă că este de fapt fiica lui Milciades și Déborah (Camila a privit-o ca sora) devenind datorită acestui eveniment o protagonistă.
Hacienda Méndez trece printr-o criză majoră iar Diana încearcă să o salveze, ajungând până la a-l ruga pe Alejandro să nu mai plângă și nu mai fie trist din cauza moartei soții sale, pentru că familia și hacienda au nevoie de el. Împreuna, Diana și Alejandro înfruntă fiecare problemă, înamorându-se nebunește unul de celălalt. Co toate acestea, cei doi nu-și vor dezvălui iubirea de teamă ca ea nu este împărtașită.
În final Diana descoperă ca Alejandro o iubește și o dorește. Pablo este șocat când realizează că tatăl său propriu i-a furat marea lui dragoste pe Diana. Nu vrea să se resemneze cu această pierdera cauzând a doua rundă de probleme cu scopul de a-i desparti pe cei doi.

## Distribuție
| Distribuție          |                                              |
|                      |                                              |
| Actor                | Persoană din telenovelă                      |
| Danna García         | Diana Rivera                                 |
| Miguel Varoni        | Alejandro Méndez                             |
| Catherine Siachoque  | Déborah Buenrostro                           |
| Michel Brown         | Pablo Méndez                                 |
| Ana Lucía Domínguez  | Camila Buenrostro                            |
| Jorge Cao            | Milciades Contreras                          |
| Martín Karpan        | Luís Carlos Carmona                          |
| Sharmel Altamirano   | Helena Méndez                                |
| Carlos Duplat        | Félix Gallardo                               |
| María Elena Döehring | Isabel Gallardo de Méndez Orquídea Fernández |
| Julio del Mar        | Tobías Cascante                              |
| Melvin Cabrera       | Salvador Cascante                            |
| Natalia Giraldo      | Tulia Ángeles Vivas                          |
| Silvia de Dios       | Empera Ángeles Vivas                         |
| Juan Pablo Shuk      | Juan Manuel Andrade                          |
| Didier van de Hove   | Rodrigo Rodríguez                            |
| Carolina Lizarazo    | Flor del Valle                               |
| Consuelo Luzardo     | Rufina Rivera                                |
| Silvio Ángel         | Pedro Rivera                                 |
| Și alți              |                                              |